# Régions du Chili
Le Chili est divisé en seize régions (en espagnol : regiones). Chaque région porte un nom et un chiffre romain, l'ordre des numéros allant du nord vers le sud. Font exception les deux régions créées par la réforme de 2006 et la région où se situe la capitale du pays (Santiago du Chili) dénommée Région Métropolitaine de Santiago (RM). Chaque région est administrée par un gouverneur, élu pour quatre ans. Jusqu'en 2021, les gouverneurs étaient appelés intendants, et nommé par le Président.

Les 16 régions du Chili.

Chaque région est divisée en provinces, avec à leur tête un gouverneur nommé également par le Président (le Chili compte au total 52 provinces). Chaque province est divisée en communes (comunas ou concejales) (il existe 346 communes au Chili).
Les communes sont administrées par des municipalités élues, composées d'un maire (alcalde) et de conseillers (concejales)

## Histoire
L'actuelle division administrative du Chili date de 1974. Elle fut mise en œuvre par le dictateur militaire du Général Pinochet. Auparavant, le pays était divisé en 25 provinces, elles-mêmes subdivisées en départements qui regroupaient les municipalités. La nouvelle organisation territoriale fut mise en place progressivement, tout d'abord avec une opération de « régions pilotes » en 1974, puis son extension sur tout le pays le 1er janvier 1976. Enfin la région de la capitale, la « région métropolitaine de Santiago », fut créée en avril 1980.
En 2003, le président Ricardo Lagos soumit au Congrès un projet de loi portant révision de la division administrative du pays. En 2005, un amendement à la constitution chilienne permettait un découpage administratif et autorisant la création d'autres régions.
En octobre 2005, sur proposition de ce même président le congrès était saisi de la création de deux nouvelles régions : la région d'Arica et Parinacota, dans l'extrême nord du pays, et la région des Fleuves, créée à partir de la province de Valdivia. Ce projet fut approuvé le 19 décembre 2006.

## Listes des régions
| Région                                    | Désignation en espagnol                             | Capitale      | Superficie (km²) | Population (2017) | Densité (hab./km²) |
| Arica et Parinacota                       | Región de Arica y Parinacota                        | Arica         | 16 873           | 226 068           | 14                 |
| Tarapacá                                  | Región de Tarapacá                                  | Iquique       | 42 226           | 330 558           | 8                  |
| Antofagasta                               | Región de Antofagasta                               | Antofagasta   | 126 049          | 607 534           | 5                  |
| Atacama                                   | Región de Atacama                                   | Copiapó       | 75 176           | 286 168           | 4                  |
| Coquimbo                                  | Región de Coquimbo                                  | La Serena     | 40 580           | 742 178           | 19                 |
| Valparaíso                                | Región de Valparaíso                                | Valparaíso    | 16 396           | 1 815 902         | 114                |
| Métropolitaine                            | Región Metropolitana de Santiago                    | Santiago      | 15 403           | 7 112 808         | 474                |
| Libertador General Bernardo O'Higgins     | Región del Libertador General Bernardo O'Higgins    | Rancagua      | 16 387           | 914 555           | 56                 |
| Maule                                     | Región del Maule                                    | Talca         | 30 296           | 1 044 950         | 34                 |
| Ñuble                                     | Región de Ñuble                                     | Chillán       | 13 178,5         | 480 609           | 33,5               |
| Biobío                                    | Región del Bío-Bío                                  | Concepción    | 37 069           | 2 037 414         | 57                 |
| Araucanie                                 | Región de la Araucanía                              | Temuco        | 31 842           | 957 224           | 31                 |
| Fleuves                                   | Región de Los Ríos                                  | Valdivia      | 18 430           | 380 131           | 22                 |
| Lacs                                      | Región de Los Lagos                                 | Puerto Montt  | 48 584           | 828 708           | 17                 |
| Aysén del General Carlos Ibáñez del Campo | Región de Aysén del General Carlos Ibáñez del Campo | Coyhaique     | 108 494          | 103 158           | 1                  |
| Magallanes et Antarctique chilien         | Région de Magallanes y de la Antártica Chilena      | Punta Arenas  | 132 291          | 166 533           | 1                  |
| Tout le Chili                             | Tout le Chili                                       | Tout le Chili | 756 096          | 17 574 003        | 24                 |